# Grand-Santi
Grand-Santi một commune của vùng hành chính hải ngoại Guyane thuộc Pháp của nước Pháp.